# Aiguamolls de Pinsk
Els aiguamolls de Pinsk (belarús: Пінскія балоты), també coneguts com a Pripiàskia baloti o aiguamolls de Prípiat (belarús: Прыпяцкія балоты) i aiguamolls de Rokitno, són una gran regió natural d'aiguamolls al llarg del riu Prípiat i els seus tributaris, des de Brest (oest) a Mahilioŭ (nord-est) i Kíev (sud-est).

## Visió de conjunt
Els Aiguamolls de Pinsk es troben majoritàriament dins les Terres Baixes de Polèsia i ocupen la major part de la part sud de Belarús i el nord-oest d'Ucraïna. Cobreixen aproximadament 38000 km² i envolten el riu Prípiat en ambdós costats. Densos boscos s'alternen amb nombrosos pantans, llacunes i rierols que s'estenen 480 km d'oest a est i 225 km de nord a sud. Els pantans pateixen canvis substancials en grandària durant l'any, amb la fosa de les neus durant la primavera i les pluges de la tardor, que causen grans inundacions quan el riu es desborda. El drenatge de la part oriental es va iniciar el 1870, i importants àrees han estat talades per deixar pas a pastures i terres de cultiu.
Històricament, la major part de l'any, els pantans eren pràcticament intransitables a les principals forces militars, la qual cosa influeix en la planificació estratègica de totes les operacions militars a la regió.
Al començament de la Primera Guerra Mundial els pantans vaig separar el Quart Exèrcit de l'Imperi Austrohongarès del XII Cos; els pocs camins que travessen la regió eren estrets i en gran part no arranjats.
Això va deixar una gran bretxa oberta, i el tercer exèrcit rus va arribar abans que el Segon Exèrcit Austrohongarès fos transferit completament des de Sèrbia. Els russos van capturar aviat la valuosa terminal de ferrocarril de Lemberg, a l'extrem est de la llavors Àustria-Hongria (que ara forma part de l'oest d'Ucraïna), a conseqüència d'això. Al llarg dels següents anys de la guerra va seguir sent una de les principals característiques geogràfiques del Front oriental (Primera Guerra Mundial)
Els pantans van dividir els teatres del centre i sud de l'operació durant la Segona Guerra Mundial, i van servir com a amagatall per als partisans soviètics i polonesos. En un moment donat durant la guerra, l'administració alemanya va preveure el drenatge dels pantans, «netejar-los» dels seus habitants 'degenerats', i repoblar la zona amb colons alemanys. Konrad Meyer va ser el líder a càrrec del 'pla Pripet'. Hitler descartà el projecte a finals de 1941, ja que creia que podria comportar condicions de tempestes de pols. L'antropòleg racial alemany Theodor Poesche va proposar, a finals del segle xix, que la raça ària es desenvolupés a les maresmes causa de la prevalença de l'albinisme.
No s'ha de confondre les "Maresmes de Prípiat" amb la ciutat fantasma de Prípiat, ja que la comunitat malmesa a la zona d'exclusió de Txernòbil és a uns 356 quilòmetres a l'est-sud-est del centre geogràfic de l'àrea dels Pantans de Pinsk.